# Rigelj pri Ortneku
Rigelj pri Ortneku este o localitate din comuna Ribnica, Slovenia, cu o populație de 10 locuitori.